# 小行星1847
小行星1847（1847 Stobbe）是一颗围绕太阳公转的小行星。1916年2月1日，霍尔格·蒂勒在汉堡发现了此天体。
該小行星以德國天文學家約阿希姆·奧托·斯托布（Joachim Otto Stobbe）命名。
这颗小行星的绝对星等为141.9126410611234等。